# علي الدوسري
علي الدوسري لاعب كرة قدم سعودي ، يلعب حارس مرمى في نادي الوصيل.

## مسيرة اللاعب
لعب في نادي العرض و نادي الحمادة و نادي المجزل و نادي الدرعية و نادي الوصيل.

## روابط خارجية
- علي الدوسري على موقع Soccerway.com (الإنجليزية)